# Manuel Agustín
Manuel Agustín Peypoch (12. travnja 1919.) je bivši španjolski hokejaš na travi. 
Na hokejaškom turniru na Olimpijskim igrama 1948. u Londonu je igrao za Španjolsku. Odigrao je sva tri susreta na mjestu veznog igrača.

## Vanjske poveznice
- (šp.) Profil  Arhivirana inačica izvorne stranice od 3. ožujka 2016. (Wayback Machine)